# Саржа

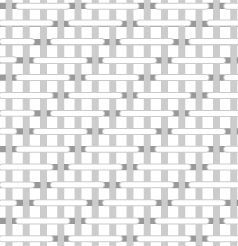
Рисунок саржі

Са́ржа (італ. sargia, фр. serge, від лат. sericus — «шовковий») — тканина з діагональним переплетенням ниток (саржевим). Буває бавовняна, шовкова або штучна (металева, вуглецева) саржа. Виробляється переважно гладкофарбована і набивна. Використовується як підкладкова, платтяна, технічна тканина.
Джинсова тканина (денім) походить від щільної саржі з французького міста Нім.